# Objetofilia

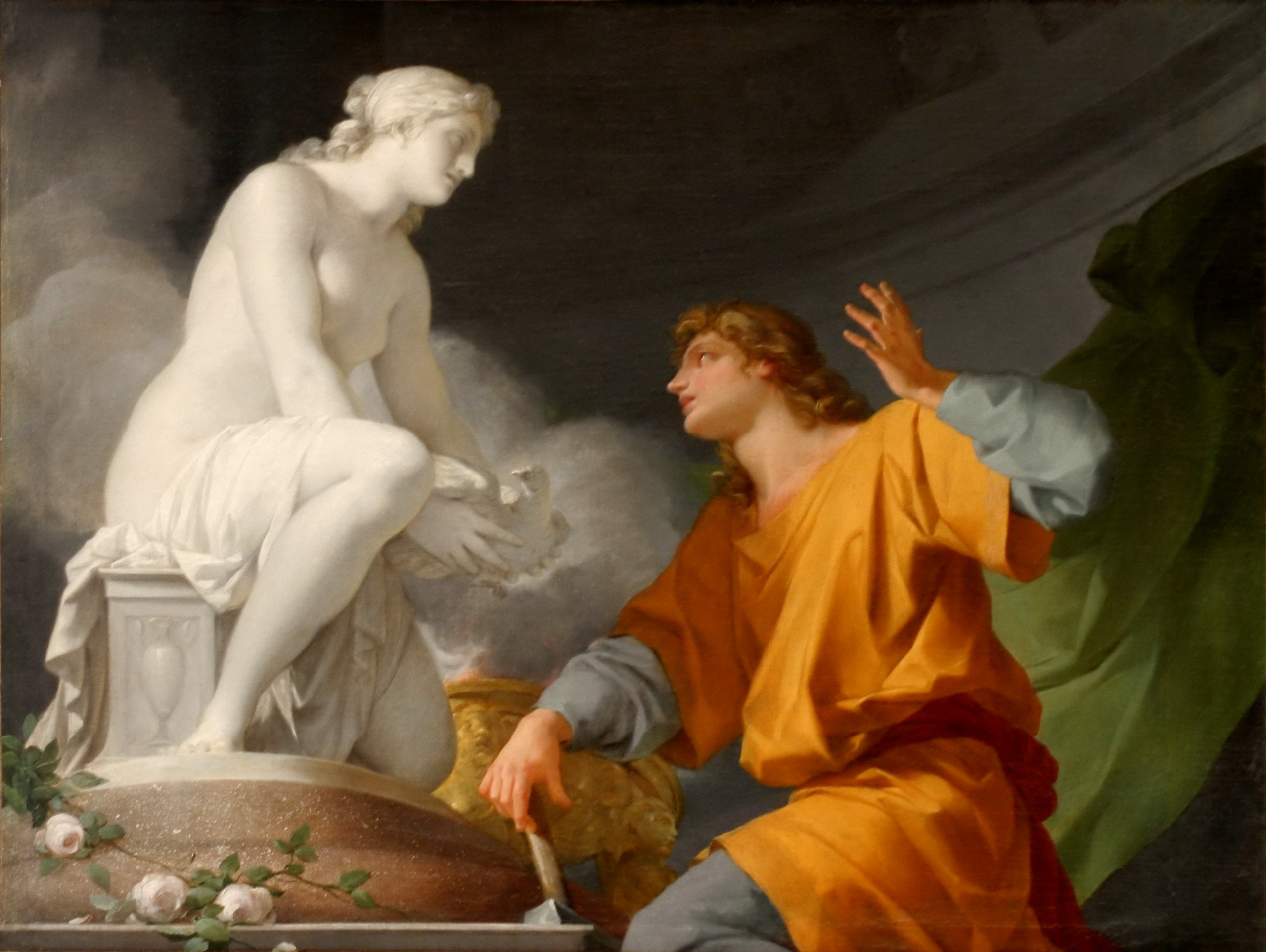
Pigmalión le reza a Venus para rogarle que le dé vida a su estatua, óleo de Jean-Baptiste Regnault, 1786, Salón de los Nobles, Palacio de Versalles.

La objetofilia es una parafilia que consiste en sentir atracción emocional y sentimental hacia un objeto. Incluye la creencia de que estos poseen una personalidad propia, que los dota de inteligencia y sentimientos.

## Origen
Aunque no es un término conocido, esta práctica se ejerce desde hace varias décadas. Uno de los casos más famosos fue el de Eija- Riitta Berliner- Mauer, quien se casó con el muro de Berlín en 1979. Otras personas han contraído matrimonio con la Torre Eiffel, con las Torres Gemelas, con sus propios autos o con múltiples elementos cotidianos.